# دانشگاه عادی هنان
دانشگاه عادی هنان، که در زبان عامیانه با نام 河师大 - pinyin شناخته می‌شود، یک دانشگاه عادی عمومی است که در بخش شمالی شینشیانگ، هنان، چین واقع شده‌است. در سال ۲۰۲۲، دانشگاه عادی هنان در استان هنان رتبه ۳ و در چین رتبه ۱۵۰ را کسب کرد. دانشگاه عادی هنان صاحب یکی از بزرگ‌ترین مؤسسات آموزشی در چین است.